# 5.com s Danielom
5.com s Danielom (Petkom s Danielom) je hrvatska razgovorna emisija koja se prikazuje petkom u večernjim satima na prvom programu HRT-a od 4. listopada 2019. godine.
Emisija ugošćuje puno poznatih sa hrvatske estrade. Tijekom emisije voditeljica Daniela Trbović uz satiru, ironiju i malo crnog humora ispituje goste raznim pitanjima iz društvenog života.
HRT je 14. srpnja najavio da se emisija gasi, zbog toga jer se Daniela Trbović seli u novu emisiju Godina za pamćenje.

## Pregled emisija
HRT je 17. ožujka 2020. odgodio snimanje novih emisija prve sezone zbog Pandemije COVID-19 u Hrvatskoj, objavila je službena facebook stranica emisije.
| Sezona | Epizoda | Premijera sezone   | Finale sezone    |
| ------ | ------- | ------------------ | ---------------- |
| 1      | 23      | 4. listopada 2019. | 13. ožujka 2020. |
| 2      | 31      | 25. rujna 2020.    | 4. lipnja 2021.  |
| 3      | 35      | 24. rujna 2021.    | 17. lipnja 2022. |
| 4      | 32      | 23. rujna 2022.    | 16. lipnja 2023. |

## Gosti
| 1. Rene Bitorajac i Branko Đurić Đuro 2. Severina i Ivan Šarić 3. Dino Rađa i Mile Kekin 4. Rade Šerbedžija i Damir Urban 5. Ivica Kostelić i Nina Badrić 6. Vanna i Davor Gobac 7. Zorica Kondža i Siniša Škarica 8. Amira Medunjanin i Matej Meštrović 9. Massimo i Ivan Dečak 10. Mladen Badovinac i Lana Barić 11. Jelena Rozga i David Skoko 12. Ksenija Erker i Saša Lozar 13. Valentina Fijačko Kobić i Marko Tolja 14. Matija Vuica i Alka Vuica 15. Drago Diklić i Mia Dimšić 16. Vlado Kalember i Goran Navojec 17. Sandra Perković i Dražen Turina Šajeta 18. Indira Levak i Igor Vori 19. Vjekoslava i Tonči Huljić 20. Ivanka Mazurkijević i Dalibor Matanić 21. Zdenka Kovačiček i Dean Kotiga 22. Danijela Martinović i Vojo Šiljak 23. Tereza Kesovija i Frano Mašković | 1. Neno Belan i Mila Elegović 2. Josipa Lisac i Bojan Navojec 3. Doris Dragović i Goran Bogdan 4. Miro Ungar i Ecija Ojdanić 5. Ratko Rudić i Sanja Doležal 6. Petar Grašo i Judita Franković 7. Nika Fleiss i Ibrica Jusić 8. Jasna Zlokić i Vedran Mlikota 9. Krešimir Dolenčić i Ivica Propadalo 10. Jelena Radan i Željko Mavrović 11. Tomislav Mužek i Donna Vekić 12. Ksenija Marinković i Luka Nižetić 13. Emilija Kokić i Marin Čilić 14. Jelena Miholjević i Pero Galić 15. Larissa Kalaus i Maja Šuput 16. Daria Lorenci Flatz i Darko Domijan 17. Mladen Bodalec i Tin Srbić 18. Ivana Banfić i Krešimir Međeral Sučević 19. Ivana Kindl i Ana Begić Tahiri 20. Saša Broz i Davor Radolfi 21. Natko Zrnčić-Dim i Joško Čagalj 22. Antonia Matković Šerić i Dušan Bućan 23. Almira Osmanović i Bruno Langer 24. Blanka Vlašić i Jacques Houdek 25. Stevo Karapandža i Sandra Bagarić 26. Janko Popović Volarić i Nenad Borgudan 27. Boris Novković i Miroslav Ćiro Blažević 28. Natali Dizdar i Ksenija Urličić 29. Bojana Gregorić Vejzović i Davor Sučić 30. Dubravka Šeparović Mušović i Sreten Mokrović 31. Mateo Beusan i Dubravko Ivaniš Ripper | 1. Zoran Predin i Borna Ćorić 2. Valent Sinković i Martin Sinković 3. Lana Jurčević i Sanja Vejnović 4. Ana Rucner i Ornela Vištica 5. Božo Vrećo i Ksenija Pajić 6. Zlatan Stipišić-Gibboni i Anja Šovagović-Despot 7. Snježana Tribuson i Željko Krušlin Kruška 8. Filip Šovagović i Saša Antić 9. Borko Perić i Sandi Cenov 10. Gabi Novak i Maja Vučić 11. Dražen Žerić-Žera i Hrvoje Kečkeš 12. Davorin Bogović i Nina Violić 13. Nina Badrić i Enis Bešlagić 14. Tihana Lazović i Max Juričić 15. Ivana Husar Mlinac i Marija Husar Rimac 16. Đani Stipaničev i Ozren Grabarić 17. Dino Jelusić i Dinko Bogdanić 18. Stephan Lupino i Maja Posavec 19. Ivo Amulić i Sandra Lončarić 20. Danijela Martinović i Duško Ćurlić 21. Vladimir Kočiš Zec i Slavko Sobin 22. Giuliano i Ksenija Prohaska 23. Jurica Pađen i Barbara Kolar 24. Goran Karan i Areta Ćurković 25. Vesna Pisarović i Nikša Bratoš 26. Zlatko Pejaković i Nataša Janjić Medančić 27. Vanna i Goran Grgić 28. Mia Dimšić i Mirko Fodor 29. Dražen Zečić i Senka Bulić 30. Robert Ferlin i Mario Lipovšek Battifiaca 31. Marko Tolja i Ivan Čupić 32. Tedi Spalato i Dubravko Šimenc 33. Meri Jaman i Anita Valo 34. Darko Rundek i Edina Pličanić 35. Davor Gobac i Ana Đerek | 1. Božo Vrećo i Ivan Dečak 2. Mile Kekin i Dado Ćosić 3. Ivana Šojat i Luka Nižetić 4. Massimo i Arija Rizvić 5. Doris Dragović i Damir Martin 6. Dijana Vidušin i Edi Maružin 7. Zijo Rizvanbegović i Jan Kerekeš 8. Jelena Rozga i Gordan Giriček 9. Neda Ukraden i Nenad Ninčević 10. Stjepan Jimmy Stanić i Silvestar Dragoje Šomi 11. Vanda Winter i Ricardo Luque 12. Tereza Kesovija i Drago Diklić 13. Mirjana Bohanec-Vidović i Mihael Mikić 14. Arijana Čulina i Neno Belan 15. Renata Sabljak i Marko Šapit 16. Ida Prester i Dora Ruždjak Podolski 17. Ivana Roščić i Stefan Milenković 18. Josipa Lisac i Mario Kovač 19. Đani Maršan i Marija Škaričić 20. Matija Cvek i Mario Mihaljević 21. Ivanka Boljkovac i Radislav Jovanov Gonzo 22. Damir Kedžo i Marija Sekelez 23. Hari Rončević i Filip Juričić 24. Lara Antić Prskalo i Dina Levačić 25. Željko Banić - Bane i Žarko Radić 26. Zsa Zsa i Ivan Pažanin 27. Tibor Karamehmedović i Iva Olivari 28. Renato Metessi i Igor Kovač 29. Davor Lukas-Bajo i Rajko Grlić 30. Sara Renar i Suzana Nikolić 31. Nataša Dangubić i Aljoša Šerić 32. Alka Vuica i Milan Marić |

## Vanjske poveznice
- 5.com s Danielom u internetskoj bazi filmova IMDb-a
- HRT - 5.com s Danielom na YouTubeu
- Službena Facebook stranica na facebook.com
- Službena Instagram stranica na instagram.com